# Vụ lừa đảo đầu tư Kapa
Vụ lừa đảo đầu tư Kapa (tiếng Tagalog: [ˈkapa]) là một trong những vụ bê bối gian lận đầu tư tài chính lớn nhất trong lịch sử Philippines. Ước tính có khoảng năm triệu người đã bị lừa bởi công ty Kapa-Community Ministry International, khi công ty này hứa hẹn sẽ thu về khoản đầu tư 30% hàng tháng cho cuộc sống. Kapa thành lập vào năm 2016 với tên gọi Cửa hàng tiện lợi Kapa Coop và Hàng hóa tổng hợp (Kapa Coop Convenience Store and General Merchandise) tại thành phố Bislig, do Joel Apolinario thành lập. Cục Doanh nghiệp Kinh tế Thành phố (CEED) đã đóng cửa cơ sở kinh doanh này do không tuân thủ một số quy định. Vào tháng 8 năm 2017, Apolinario đã bị buộc tội 102 vụ vì không giải quyết các yêu cầu bồi thường; 27 lệnh bắt đã được ban hành. Tuy nhiên, tất cả các trường hợp đều được bác bỏ. Công ty của Apolinario di chuyển về phía nam, trở thành Kapa-Community Ministry International. Công ty đã chiêu mộ những người sẽ trở thành nhà tài trợ và lần lượt tuyển dụng những thành viên mới. Vào ngày 8 tháng 6 năm 2019, Tổng thống Philippines Rodrigo Duterte đã ra lệnh đóng cửa tập đoàn vì kế hoạch này.

## Vụ việc
Ủy ban Chứng khoán và Hối đoái (Securities and Exchange Commission, SEC) đã trình các cáo buộc hình sự chống lại Kapa-Community Ministry International và các giám đốc điều hành của công ty với lý do lừa đảo đầu tư. Tổng thống Rodrigo Duterte là quan chức chính phủ đầu tiên công bố các hành động pháp lý vào ngày 8 tháng 6 năm 2019, khi ông ra lệnh cho Cục Điều tra Quốc gia (National Bureau of Investigation, NBI) đóng cửa Kapa. Duterte nói rằng công ty "rõ ràng là một dạng gian lận hợp vốn". Kapa tuyên bố rằng công ty đã được hàng triệu người Philippines quyên góp tiền, hứa với các nhà tài trợ rằng họ "sẽ nhận được 30% số tiền đầu tư cho cuộc sống." Một cuộc điều tra hình sự cho thấy các thành viên sẽ phải quyên góp ít nhất 10000 peso Philippines (₱; 198 đô la Mỹ) để nhận được khoản hoàn trả như đã hứa.
Vào ngày 10 tháng 6, NBI đã đột kích vào nhà của Apolinario ở General Santos trong khi anh ta vắng mặt. NBI cũng đột kích 14 chi nhánh của Kapa theo lệnh của Manila Regional Trial Court Branch 20. Tòa án phúc thẩm (CA) đã đóng băng tài khoản ngân hàng và tài sản của Kapa. Vào ngày 14 tháng 6, Bộ Tư pháp (DOJ) đã ban hành một cuộc điều tra chống lại 15 thành viên của Kapa, bao gồm cả Apolinario.
Vào ngày 13 tháng 6, Xian Gaza tiết lộ rằng Apolinario sẽ trốn khỏi đất nước mà không có kế hoạch quay trở lại.
Vào ngày 16 tháng 6, SEC đã thông báo rằng tài sản trị giá hơn 100 triệu peso Philippines (1984127 đô la Mỹ) có liên quan đến Kapa. SEC trích dẫn hồ sơ công khai cho thấy ít nhất 9 chiếc ô tô hạng sang, các phương tiện thể thao đa dụng và các tài sản khác đã được đăng ký dưới quyền của Kapa và các giám đốc điều hành của công ty. Kapa cũng tiết lộ rằng các thành viên Kapa đã được hứa sẽ nhận được một "món quà" là tiền lãi. SEC ước tính rằng Kapa đã đầu tư khoảng 50 tỷ peso (992063492 đô la Mỹ) từ các khoản đóng góp từ các thành viên trong ba năm qua. Việc đóng cửa Kapa dẫn đến giảm thu nhập của cửa hàng sari-sari (tương tự như một cửa hàng tiện lợi nói chung) và những người hoạt động bên ngoài trụ sở Kapa. Trước khi đóng cửa, Apolinario đã chuyển trụ sở của Kapa đến Alabel, Sarangani.
Vào ngày 21 tháng 6, một tin nhắn video được Apolinario đăng tải nói rằng "anh ấy yêu cầu chính phủ giúp Kapa trả lại tiền cho các thành viên của mình" sau khi Hội đồng Chống rửa tiền (Anti-Money Laundering Council, AMLC) đóng băng các tài khoản của công ty. Cùng ngày, Tổ chức Sinh kế Quốc tế Rhema (Rhema International Livelihood Foundation), một nhà tài trợ bị cáo buộc đã cho Kapa tham gia vào một mô hình Ponzi, đã kiến nghị lên Tòa án Tối cao yêu cầu Duterte đệ trình các thủ tục luận tội vì ông ta đã đóng cửa Kapa. Ngoài ra, bản kiến nghị đã thúc giục việc miễn nhiệm Chủ tịch SEC Emilio Aquino.
Vào ngày 21 tháng 7 năm 2020, sau hơn sáu tháng lẩn trốn, Apolinario và 23 đồng bọn bị cảnh sát bắt giữ trên một hòn đảo ở Lingig, Surigao del Sur sau một vụ xả súng khiến hai vệ sĩ của Apolinario bị giết. Cảnh sát đang tống đạt lệnh bắt và khám xét do Tòa án xét xử khu vực thành phố Bislig ban hành. Một số súng ống đã bị tịch thu từ nhóm của Apolinario, bao gồm súng trường tự động, một súng máy, một súng bắn tỉa và hai quả rocket-propelled grenade.

## Phản ứng
Các thành viên của Kapa đã yêu cầu Tổng thống Duterte xem xét lại quyết định đóng cửa tổ chức này. Vào ngày 13 tháng 6, khoảng 50.000 thành viên Kapa đã tham dự cuộc biểu tình được tổ chức tại Khu liên hợp thể thao Acharon tại General Santos để ủng hộ Apolinario. Sau đó, anh ta lên trực thăng và nói với đám đông rằng Duterte "đã đảm bảo với anh ta rằng Kapa sẽ tiếp tục hoạt động miễn là Kapa tuân thủ các quy định của chính phủ." Vào ngày 20 tháng 6, các thành viên của Kapa đã tổ chức một cuộc mít tinh ở các khu vực khác nhau trong nước, thúc giục Tổng thống Duterte mở cửa lại cơ sở. Nhóm cũng nói thêm rằng họ đã "giúp đỡ người nghèo và các Lumad." Cùng ngày, các thành viên Kapa đã miễn cưỡng gửi đơn khiếu nại chống lại Apolinario, nói rằng họ không "muốn gây bất lợi" cho các quan chức Kapa và cắn "những bàn tay đã nuôi sống họ." Một báo cáo nói rằng một số thành viên Kapa đã thúc giục mục sư Joel Apolinario tranh cử trong cuộc bầu cử tổng thống Philippines năm 2022.